# Heinrich Linzen

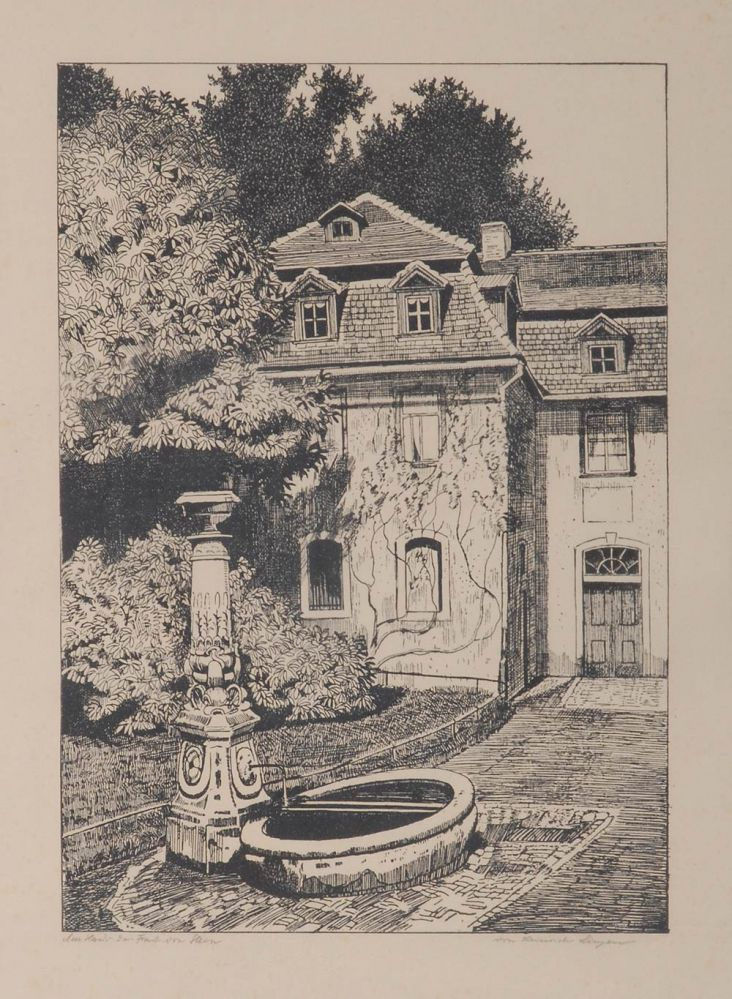
Am Haus der Frau von Stein

Heinrich Linzen (* 8. September 1886 in Burtscheid; † 10. Juli 1942 in Weimar) war ein deutscher Landschafts- und Tiermaler. Er war in Aachen und Weimar tätig.

## Leben
Heinrich Linzen wurde als Sohn des Kaufmanns und in Aachen bekannten Mundartdichters Leonhard Linzen geboren. Er war Schüler der Bildhauerschule von Karl Krauß und der Kunstmaler Eugène Klinckenberg, Karl Josef Gollrad und Hermann Krahforst. Linzen besuchte die Kunsthochschule Berlin, wo er das Zeichenlehrerexamen für höhere Lehranstalten ablegte. Danach besuchte er die Großherzoglich-Sächsische Kunstschule Weimar. Später wurde er Schüler von Fritz Mackensen und Meisterschüler von Walther Klemm und wurde außerdem im Weimarer Bauhaus ausgebildet. 
1918 heiratete Heinrich Linzen die Künstlerin Hilde Linzen-Gebhardt, eine der bedeutendsten Porträtmalerinnen der 1920er Jahre in Weimar, mit der er den Sohn Dietrich bekam. Hilde Linzen-Gebhardt war von 1912 bis 1916 ebenfalls Schülerin an der Großherzoglichen Kunstschule in Weimar bei Mackensen und dem amerikanischen Impressionisten Gari Melchers. 1920 erhielt sie von Walther Klemm ihren ersten Auftrag und zwar, die Kinder des Textilindustriellen Paul Schulenburg, zu malen. In den nächsten Jahren erhielt das Künstlerehepaar weitere Auftragsarbeiten von der Familie Schulenburg, die mit zahlreichen anderen Werken, darunter den Gemäldeentwürfen für die Gewölben im Rathaus von Gera, im Haus Schulenburg als Dauerausstellung präsentiert werden.
Das Weimarer Adressbuch verzeichnet Linzen u. a. 1929 als 1. Vorsitzenden der Kammer der bildenden Künstler in Thüringen. In der Zeit des Nationalsozialismus war Linzen Mitglied der Reichskammer der bildenden Künste. Er war 1938 und 1939 auf den Großen Deutsche Kunstausstellungen in München mit Ölgemälden mit Jagdszenen vertreten. Das 1938 ausgestellte Bild "Hirschhetze" erwarb Hitler.

## Werke (Auswahl)
Heinrich Linzen war vor allem Landschafts- und Tiermaler. Hervorragend sind seine Fresko- und Sgraffitoarbeiten in öffentlichen Gebäuden in Jena, Gotha, Weimar und Gera. Auch stammen beispielsweise die 1940 in Gouache-Farben gemalten, historischen Entwürfe für die großen Gewölbe des Geraer Rathauses, von ihm. Ferner sind Grafikmappen, Buchillustrationen und Gebrauchsgrafiken erhalten.
Bekannte Kunstmappen mit Illustrationen zu:
- Göttliche Komödie von Dante
- Peer Gynt von Henrik Ibsen
- Reinecke Fuchs
- sowie für die satirische Zeitschrift Simplicissimus

Während des Ersten Weltkriegs geriet er in russische Gefangenschaft. Aus dieser Zeit stammt die
- Sibirische Mappe.

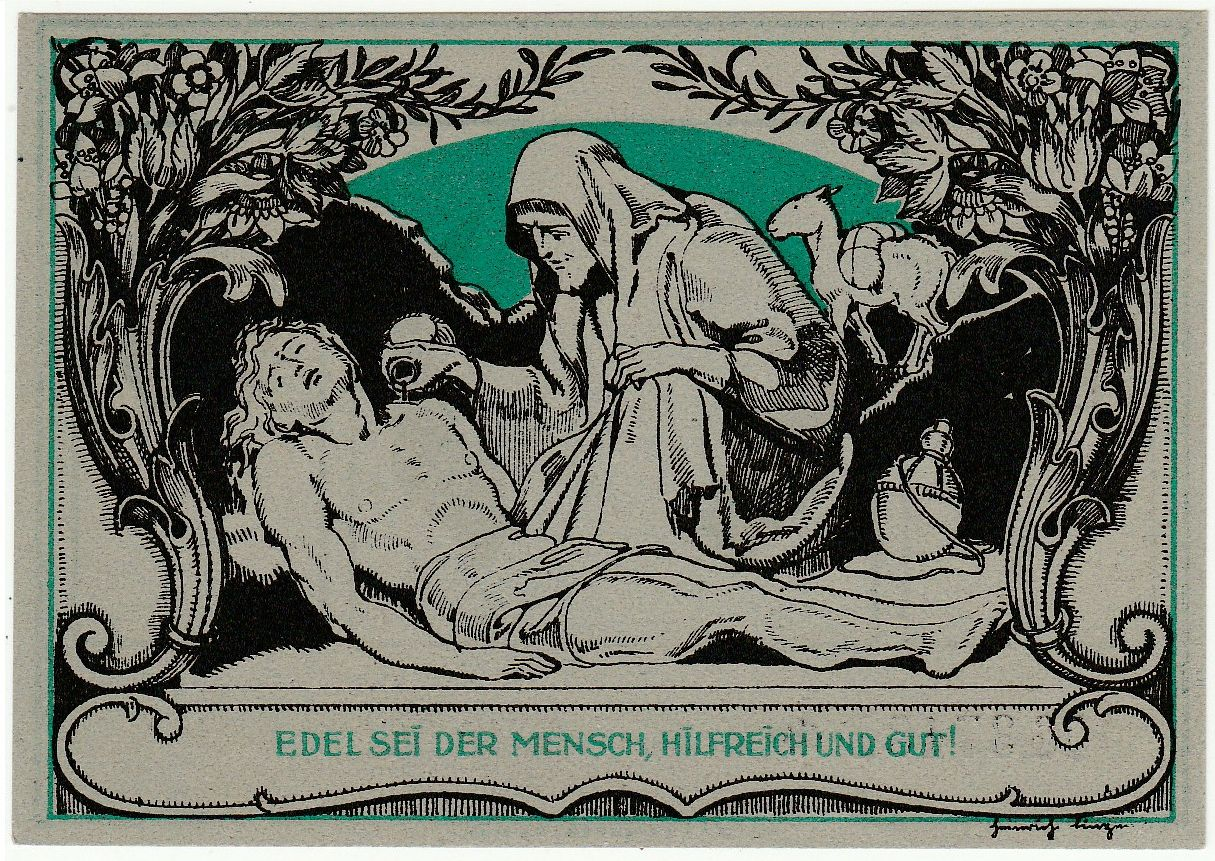
Ein von Heinrich Linzen Illustrierter Notgeldschein aus Weimar.
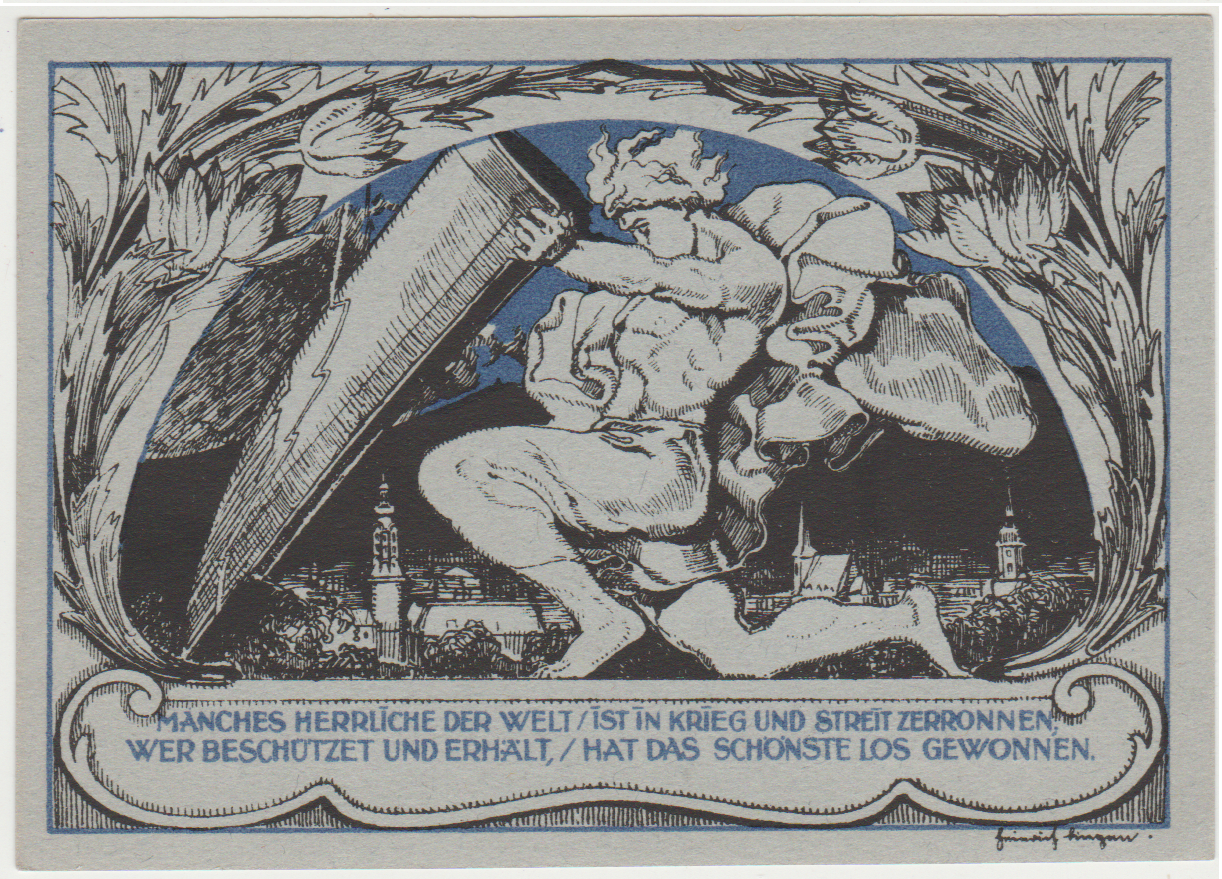
Eine Illustration von Heinrich Linzen auf einem  Notgeldschein aus Weimar.
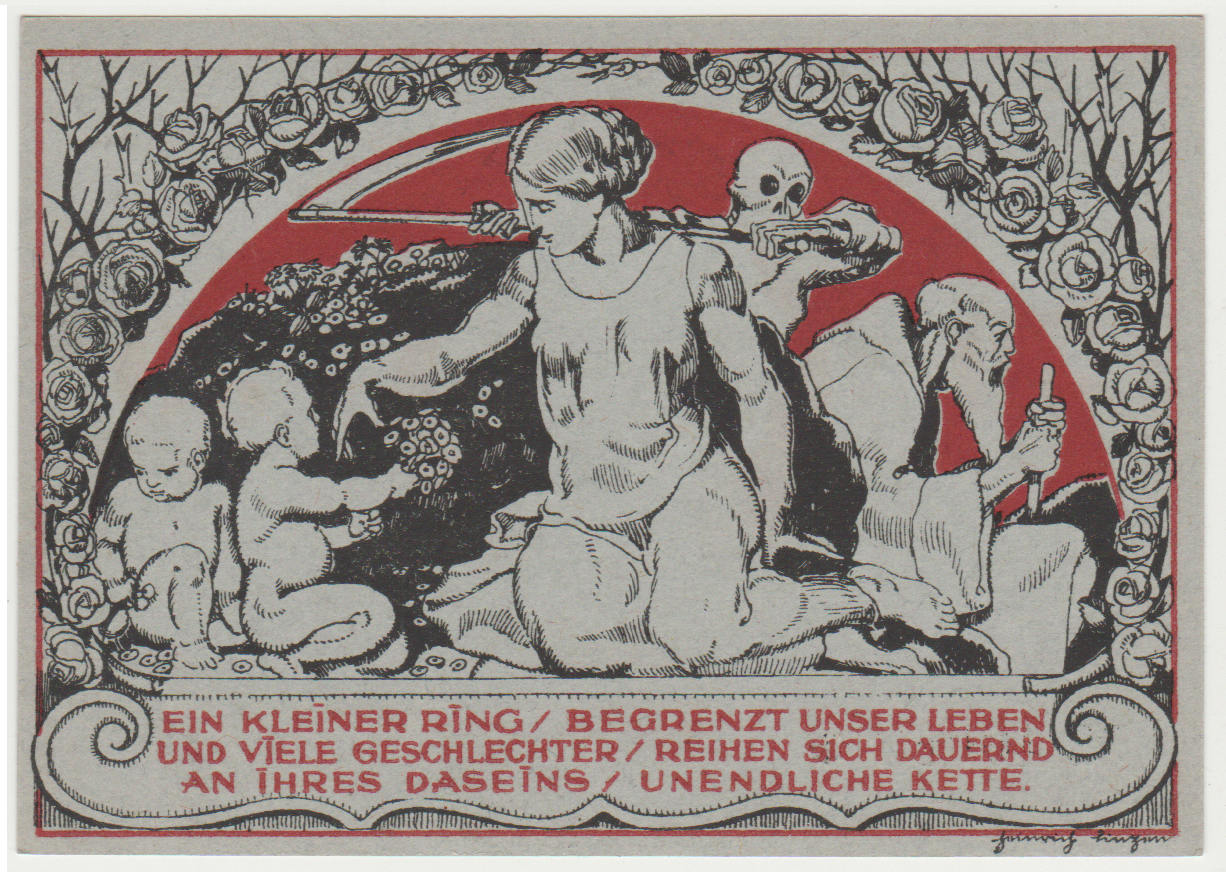
Eine Illustration von Heinrich Linzen auf einem  Notgeldschein aus Weimar.
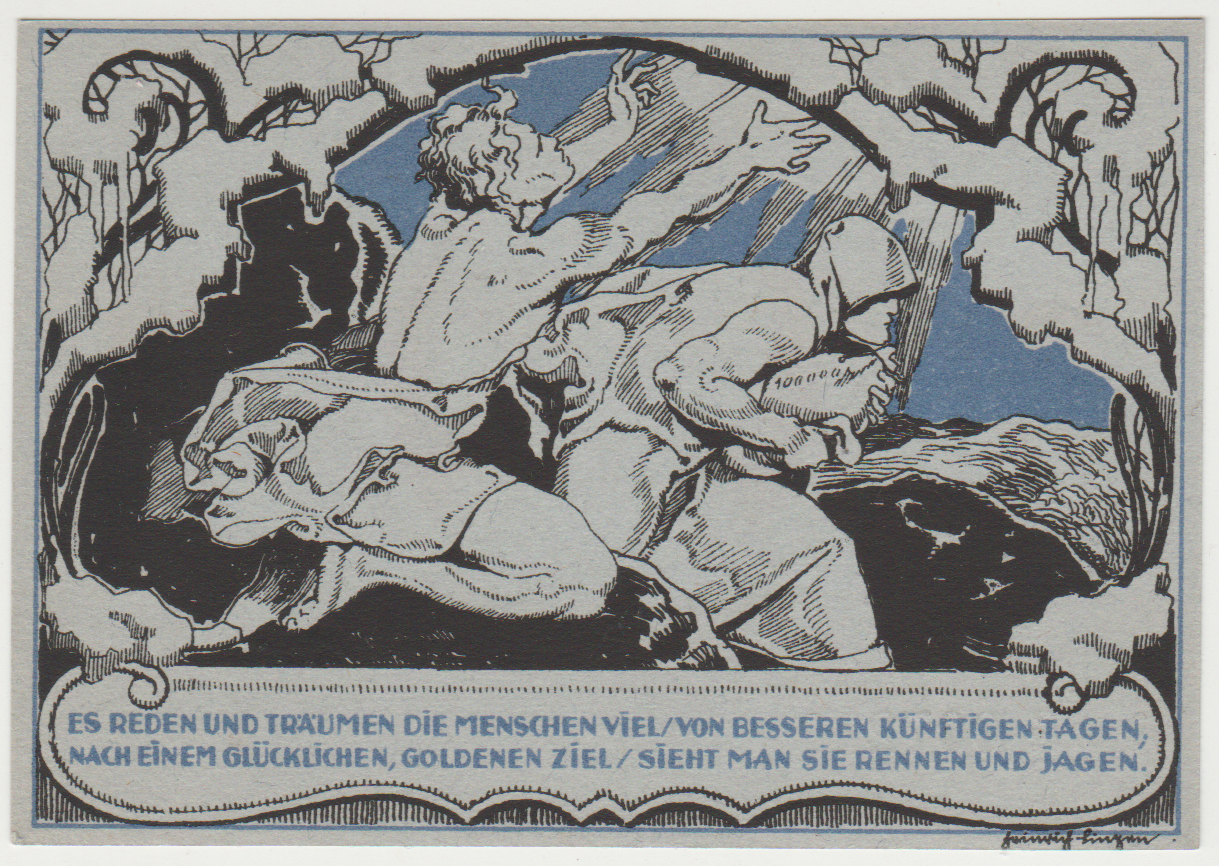
Eine Illustration von Heinrich Linzen auf einem  Notgeldschein aus Weimar.
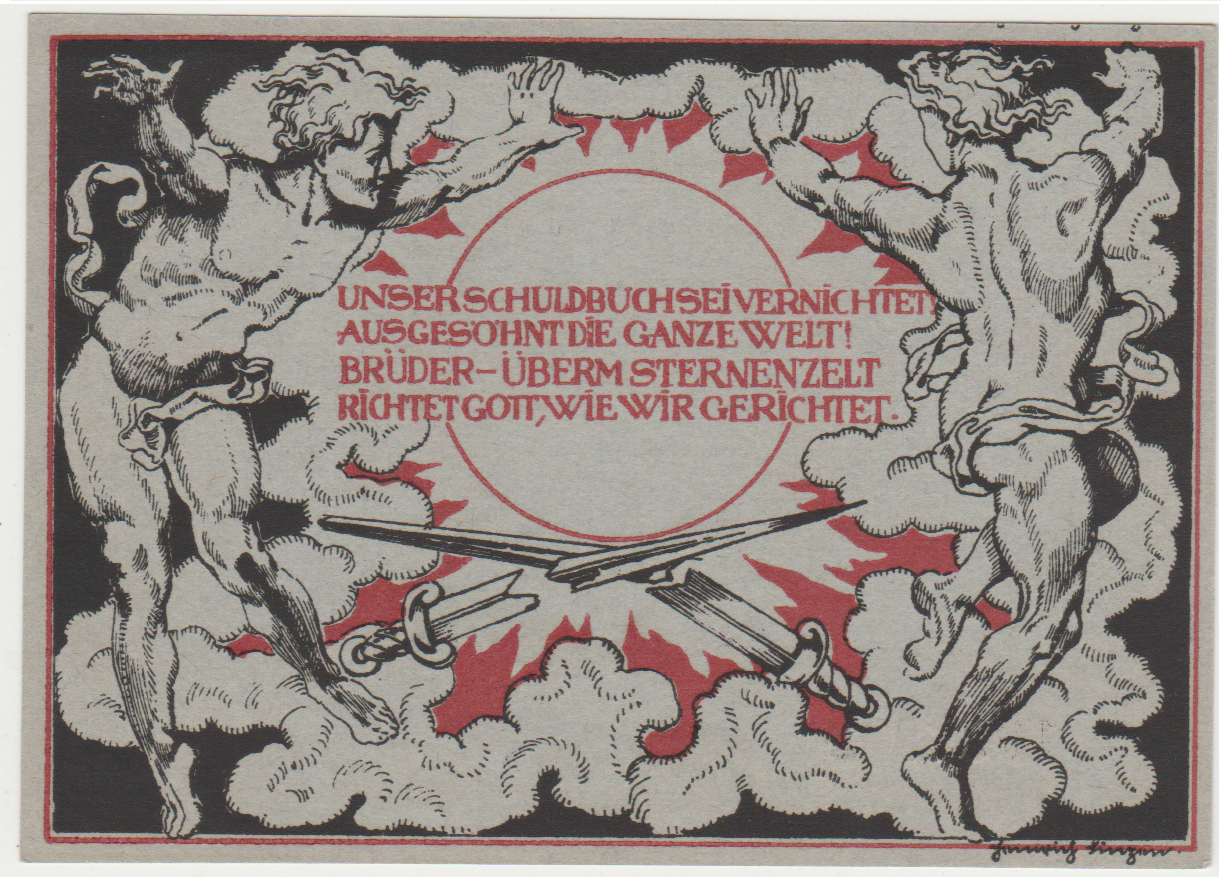
Eine Illustration von Heinrich Linzen auf einem  Notgeldschein aus Weimar.
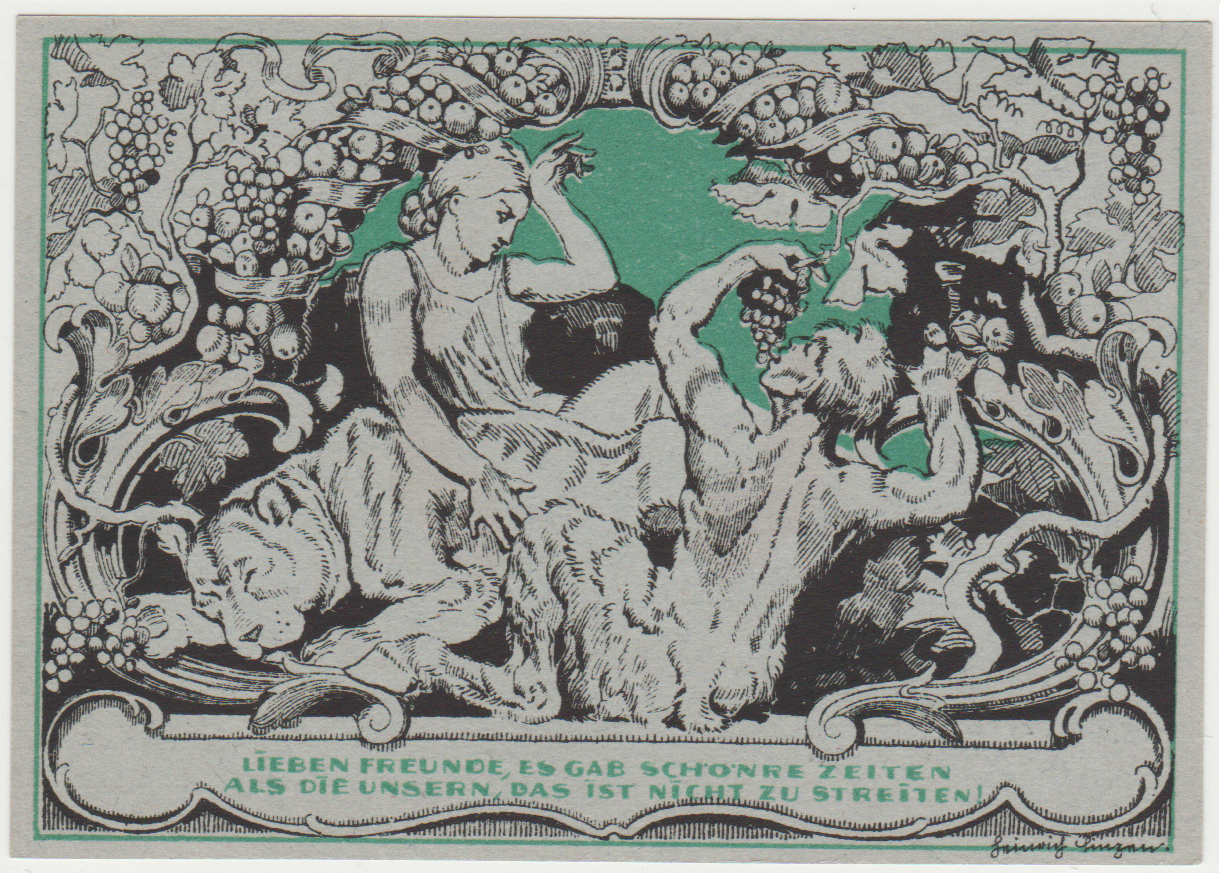
Eine Illustration von Heinrich Linzen auf einem  Notgeldschein aus Weimar.